# 斯普林克里克 (內華達州)
斯普林克里克（英語：Spring Creek）是位於美國內華達州埃爾科縣的普查規定居民點。

## 歷史
斯普林克里克的郵局自1978年營運至今。

## 人口
根據2020年美國人口普查的數據，斯普林克里克的面積為139.17平方千米，當中陸地面積為138.99平方千米，而水域面積為0.17平方千米。當地共有人口14967人，而人口密度為每平方千米107.54人。